# Angélique, marquise des anges
Pour les articles homonymes, voir Angélique.
Série
Merveilleuse Angélique
(1965)
Pour plus de détails, voir Fiche technique et Distribution.
Angélique, marquise des anges est un film d'aventure franco-italo-allemand écrit et réalisé par Bernard Borderie, sorti en 1964.
Il s'agit de l'adaptation du roman éponyme d'Anne et Serge Golon. 

## Synopsis
Fille du baron de Sancé de Monteloup, élevée très librement, Angélique côtoie les jeunes gens de son âge, notamment Nicolas, son ami d'enfance, qu'elle ne laisse pas indifférent. Afin de parfaire son éducation, son père la confie à son cousin et voisin le marquis du Plessis. Raillée par le fils de celui-ci, qui l'appelle la « marquise à la triste robe », Angélique, en fuyant, entre malencontreusement dans la chambre du Prince de Condé et y surprend le complot d'empoisonnement qui se trame contre le Roi Louis XIV, son frère et Mazarin, et dont Fouquet est l'un des instigateurs.
Elle subtilise alors le poison (vitriol) et la liste des conjurés qu'elle cache ailleurs. Puis, Angélique accusant publiquement l'un des conjurés présent au château de complot contre le roi, le Prince de Condé, pour l'éloigner oblige son père à envoyer Angélique 5 années durant dans un couvent. Au moment de quitter le cloître, on  constate qu'elle ne s'est guère assagie mais s'est embellie. Son père lui explique à son retour qu'il était déjà ruiné avant son départ ; cependant, sous le conseil d'un dénommé comte de Peyrac, il a repris l'exploitation d'une de ses mines de plomb désaffectée et dont il pensait ne rien pouvoir tirer. Pour le remercier de son conseil providentiel, Sancé de Monteloup a offert au comte la main de sa fille, ce qui constitue un mariage très avantageux puisque le prétendant est très riche. Lorsqu'Angélique demande son âge, son père se contente de lui répondre « il est plus vieux que toi »… Après avoir appris cela, Angélique retrouve Nicolas, qui lui avoue son amour. Devant le refus de cette dernière, il s'emporte et lui crache que son mari est un homme d'une grande laideur, boiteux, et de surcroît traînant une réputation de sorcellerie.
Le jour du mariage, le château est en liesse mais Angélique appréhende la rencontre avec son mari. L'homme qui sort du carrosse tant attendu semble pourtant plutôt bel homme, mais il se présente rapidement à Angélique comme étant Bernard d'Andijos, ami de Joffrey de Peyrac et venu se marier à sa place, selon la loi du mariage par procuration lorsque les mariés n'habitent pas la même ville.
Lors de la fête, d'Andijos révèle à la jeune mariée que son mari n'est pas laid, mais bien affreux, et boiteux. Désespérée, Angélique emmène Nicolas dans une grange avoisinante et s'offre à lui, afin que son « premier » soit un homme jeune et beau. Pourtant, au moment de passer à l'acte, elle se ravise tandis que les surprend Guillaume, le cocher. S'ensuit une lutte entre les deux hommes, au cours de laquelle Nicolas tue le vieux serviteur d'un coup de faux. Angélique lui enjoint alors de fuir, lui promettant de le retrouver à l'aube pour s'enfuir en Amérique avec lui.
Mais elle s'en va comme prévu retrouver son époux pour le mariage religieux. Son château est splendide, d'extérieur Renaissance semble-t-il, alors que l'intérieur et le personnel – presque entièrement constitué de serviteurs noirs, somptueusement vêtus – sont d'inspiration orientale. Tandis qu'on la revêt de sa robe de mariée, Angélique aperçoit de loin son mari, le boiteux. C'en est trop pour la jeune femme, qui se jette sur son lit en pleurant. Elle découvrira plus tard que des cicatrices le défigurent et ne peut que détourner les yeux à chaque fois qu'elle le regarde, ce qui arrache des larmes au pauvre Joffrey.
Au repas de mariage, Angélique fait la connaissance de l'archevêque de Toulouse qui laisse entendre à Joffrey que certaines de ses pratiques peuvent être assimilées à de la sorcellerie, ce que l'intéressé nie avec placidité.
Au moment de la nuit de noces, Joffrey, comprenant qu'il rebute sa femme, la laisse seule, lui annonçant qu'il attendra qu'elle soit consentante.
Le lendemain, il la convie à visiter une de ses mines, secret de sa richesse. Il est parvenu à raffiner l'or, grâce au procédé de coupellation, ce que beaucoup considèrent comme de la sorcellerie. Il lui présente également ses compagnons d'infortune, auprès de qui il a contracté ses blessures, causées par la barbarie des hommes, et acquis ses connaissances (un Chinois lui a appris la chimie et l'astronomie, un Hindou lui a appris la science des poisons et des contre-poisons, un Arabe lui a appris l'algèbre). Alors qu'il offre à Angélique un lingot, elle l'éconduit et lui conseille de l'offrir plutôt aux travailleurs de la mine, ce qui ne peut que charmer Joffrey, toujours plus fou de sa dame.
Petit à petit le dégoût d'Angélique pour son mari fait place à une fascination qui se transforme finalement en amour. Lorsque son mari se bat en duel avec la plus fine lame du Languedoc, afin de laver un affront fait à sa femme, la frayeur que lui cause le combat jette Angélique dans les bras de Joffrey, et dans son lit.
Alors que le comte et la comtesse filent le parfait amour, un enfant – Florimond – ayant sanctifié leur mariage, un messager leur apprend la venue prochaine du roi Louis XIV, de retour de Saint-Jean-de-Luz, en compagnie de sa jeune et nouvelle épouse, Marie-Thérèse.
Celui-ci, reçu avec tous les honneurs et le faste possibles, n'est pas insensible au charme d'Angélique, introduite avec théâtralité. Vexé que la reine soit bien moins belle que leur hôtesse, le monarque congédie Angélique plutôt rudement et les quitte sans prévenir pendant la nuit. Joffrey, s'empressant de le rattraper pour connaître les raisons de ce départ précipité, est arrêté par les gardes royaux et conduit à la Bastille. Malgré sa nouvelle grossesse, Angélique décide de le rejoindre à Paris, et déploie toutes ses forces pour connaître le chef d'accusation. Elle fait la rencontre d'un avocat – François Desgrez – qui lui propose son aide, qu'elle décline provisoirement. Afin d'intercéder en faveur de son époux, Angélique est ensuite introduite chez le roi (grâce à la bonté de la Grande Demoiselle, cousine du roi, avec laquelle elle avait tissé des liens lors de la venue de Louis XIV dans son fief). En refusant les avances royales, Angélique s'aliène le monarque qui la chasse, la jetant, sans le savoir, dans les griffes de Monsieur, impliqué dans le projet de complot qu'Angélique avait fait avorter plusieurs années auparavant. Souhaitant la faire taire définitivement après plusieurs tentatives infructueuses, celui-ci tente de l'assassiner. Angélique parvient cependant à s'en tirer, et s'en remet alors à François Desgrez pour défendre Joffrey lors de son procès.
Le comte de Peyrac est officiellement accusé de sorcellerie, le roi l'ayant embastillé sous ce prétexte fallacieux pour se venger de sa richesse et de son bonheur qui lui faisait ombrage (ce qui n'est pas sans rappeler le sort de Nicolas Fouquet que jalousait Louis XIV). Le procès nous offre la vision d'une justice inique et partiale, au service du pouvoir royal (assassinat opportun d'un témoin clé de la défense, évincement d'un autre témoignage, jugé nul du fait de l'âge du témoin (mineur), arrestation même du défenseur, qui ne peut assister à l'énoncé du jugement). Si le procès est l'occasion pour Angélique et Joffrey d'échanger des regards passionnés et larmoyants, le comte n'en est pas moins jugé coupable par la Cour, à peu de voix près.
Le comte de Peyrac est condamné à être brûlé en place de Grève, tandis que sa femme est chassée de chez sa sœur, Hortense, qui craint d'être compromise. Lui ayant néanmoins confié Florimond et son nouveau-né Cantor, Angélique part seule et soudoie le bourreau pour qu'il achève rapidement Joffrey, lui évitant l'agonie dans les flammes.
Alors qu'elle erre sans but, elle est abordée par un nain – Barcarole – qui la conduit dans ce qui semble être une sorte de Cour des miracles. Elle y retrouve une vieille connaissance : Nicolas, devenu  « Calembredaine » le voleur. Ce dernier lui propose un marché : il consent à attaquer en route le chariot des condamnés et à délivrer Joffrey si Angélique accepte de partir avec lui pour les Amériques, comme ils se l'étaient promis plusieurs années auparavant. Pour sauver son mari, elle accepte. Le chariot, intercepté par les bandits, se révèle être un leurre : Joffrey a en fait déjà été secrètement amené en place de Grève. S'y précipitant, Angélique, Nicolas et ses acolytes arrivent trop tard. Le comte a déjà trépassé. Se réfugiant dans le repaire de Nicolas et des gueux, Angélique, anéantie, accepte de rester à leurs côtés et devient  « Angélique, marquise des Anges ».

## Fiche technique
- Titre original : Angélique, marquise des anges
- Réalisation : Bernard Borderie, assisté de Tony Aboyantz
- Scénario : Claude Brulé, Bernard Borderie et Francis Cosne, d'après le roman éponyme d'Anne et Serge Golon
- Dialogues : Daniel Boulanger
- Décors : René Moulaert
- Costumes : Rosine Delamare
- Photographie : Henri Persin
- Montage : Christian Gaudin
- Son : René Sarazin
- Musique : Michel Magne
- Bagarres réglées par Claude Carliez et son équipe
- Production : Francis Cosne et Raymond Borderie
- Sociétés de production : Francos Films et CICC (France) ; Gloria Film GmbH (coproduction allemande), FonoRoma (coproduction italienne) et Pro-Artis Iberica (coproduction espagnole)
- Société de distribution : SN Prodis
- Pays de production :  France,  Italie et  Allemagne de l'Ouest
- Langue de tournage : français
- Tournage dans les studios de Boulogne et de Cinecittà
- Format : couleur - 35 mm - 2,35:1 (Cinémascope - procédé Dyaliscope) - son : mono
- Durée : 115 minutes
- Genre : Aventures historiques, sentimental, De cape et d'épée
- Date de sortie :
  - France : 8 décembre 1964

## Distribution
- Michèle Mercier : Angélique de Sancé de Monteloup Comtesse de Peyrac
- Robert Hossein : Joffrey de Peyrac
- Jean Rochefort : François Desgrez
- Giuliano Gemma (V.F. : Jacques Thébault) : Nicolas Merlot, alias « Calembredaine »
- Jacques Toja : le roi Louis XIV
- Claude Giraud : Philippe de Plessis-Bellière
- Jacques Castelot : Pierre de Marca, l'archevêque de Toulouse
- Charles Régnier (V.F. : Robert Porte) : Conan Bécher, le moine inquisiteur
- Bernard Woringer : Bernard d'Andijos
- Robert Porte : Monsieur, frère du roi
- Madeleine Lebeau : la Grande Mademoiselle
- Philippe Lemaire : Vardes
- François Maistre : le prince de Condé
- Geneviève Fontanel : Carmencita, une maîtresse de Joffrey
- Jean Topart : Maître Bourié, le chef de l'accusation
- Etchika Choureau : Hortense de Sancé de Monteloup, la sœur aînée d'Angélique
- Jacques Mignot : Frère Raymond de Sancé de Monteloup, le frère d'Angélique
- Yves Barsacq : le procureur Fallot
- Bernard Lajarrige : le baron de Sancé de Monteloup, le père d'Angélique
- Jean Ozenne : le marquis de Plessis-Bellière
- Alexandre Rignault : Guillaume Lützen, le cocher
- Renate Ewert (V.F. : Michèle Montel) : Margot
- Pierre Hatet : le chevalier de Germontaz
- Robert Hoffmann : le chevalier de Lorraine
- Roberto (it) (VF : Jacques Balutin) : le nain Barcarole
- Denise Provence : Barbe
- Jacques Hilling : Me Molines, le notaire
- André Rouyer : Clément Tonnelle
- Black Salem : Kouassiba, le fidèle serviteur de Joffrey
- Claude Vernier : le président du tribunal
- Rosalba Neri (V.F. : Rosy Varte) : la Polak
- Henri Cogan : Cul-de-Bois
- Serge Marquand : Jactance
- Monique Mélinand : la marquise de Plessis-Bellière (non créditée)
- Pierre Bolo : le juré professeur universitaire
- Geymond Vital : le révérend-père Kirschner, l'exorciste officiel
- Sylvie Coste : l'amie de Carmencita
- Albert Dagnant : le fugitif suisse
- Michaël Munzer : Beau garçon
- Paula Dehelly : la gouvernante d'Angélique
- Claire Athana : la reine Marie-Thérèse d'Espagne
- Georges Guéret : Fritz Auer, l'alchimiste
- Dominique Diamant : l'ouvrier témoin
- Gaston Meunier : un courtisan
- Catherine Clarence : une jeune fille chez les Plessis-Bellière
- Noële Noblecourt : Margot, la servante d'Angélique
- Élisabeth Ercy : Rosine
- Patrick Lemaître : Flipot
- Guido Alberti : le grand Mathieu
- Jean-Pierre Castaldi : un courtisan
- Philippe Avron : un autre courtisan
- Clos Vanesco : une courtisane

## Bande originale
| A1.   | Angélique, marquise des anges             |  | 2:07 |
| A2.   | Angélique devant la statue antique        |  | 3:15 |
| A3.   | Angélique se jette au cou de Peyrac       |  | 2:55 |
| A4.   | Angélique apprend que Peyrac a été arrêté |  | 2:10 |
| A5.   | Angélique traquée au Louvre               |  | 1:30 |
| A6.   | Angélique reprend espoir                  |  | 3:45 |
| B1.   | Merveilleuse Angélique                    |  | 2:20 |
| B2.   | Angélique et le poète crotté              |  | 2:30 |
| B3.   | Angélique et le roy                       |  | 1:15 |
| B4.   | Angélique retrouve le domaine de Peyrac   |  | 1:03 |
| B5.   | Angélique retrouve la statue Angélique    |  | 2:56 |
| B6.   | Angélique découvre les traces de Peyrac   |  | 3:20 |
| B7.   | Peyrac s'enfuit dans les souterrains      |  | 2:15 |
| 31:21 |                                           |  |      |

## Production

### Choix de l'actrice principale
Le rôle principal fut d'abord proposé à Brigitte Bardot qui le refusa car elle ne voulait plus tourner en costumes d'époque.
Le réalisateur tenait à ce que le rôle d'Angélique soit interprété par une actrice blonde, à cet effet il contacta Mylène Demongeot, Catherine Deneuve et Sophie Daumier.

### Lieux de tournage
Les scènes du film ont été tournées dans différents châteaux :
- château de Tanlay dans l'Yonne : château du comte Joffrey de Peyrac
- château de Marigny-le-Cahouët en Côte-d'Or : le château du baron de Sancé de Monteloup
- abbaye de Fontenay à Marmagne : le couvent de Poitiers
- château d'Esclimont : le château du marquis de Plessis
- château de Versailles : différentes prises de vues

## Récompense
- Goldene Leinwand (Golden Screen) 1966 : Meilleure distribution pour Gloria

## Différences avec le texte d'origine
L'adaptation se révèle relativement conforme au roman. Les scénaristes du film ont cependant pris quelques libertés par rapport l'histoire originale :
- Angélique n'est pas envoyée au couvent par le prince de Condé (qui aurait souhaité l'éloigner après son imprudente déclaration sur un complot visant le roi), mais par son père le baron de Sancé après une escapade, indigne de son rang, au cours de laquelle elle se commet avec les paysans de son père. De même ce n'est pas le prince qui paye ses études mais le baron qui s'endette pour donner à ses enfants l'éducation qu'il convient à de jeunes nobles.
- Le baron ayant avec sa fille des relations de confiance lui avoue, bien avant qu'elle ne parte au couvent, l'existence de sa mine de plomb. En outre la proposition de mariage du comte de Peyrac, bien qu'étant motivée par la mine de plomb présente en dot dans le trousseau d'Angélique, n'intervient pas sur demande du baron mais sur celle du comte.
- Lors de la scène où Angélique offre sa virginité à son ami d'enfance, elle ne se ravise pas au dernier moment, mais est bien interrompue par le fidèle Guillaume. Par ailleurs, celui-ci n'est pas tué par le jeune Nicolas qu'il met néanmoins en fuite.
- Si l'accent est mis dans le film sur la douleur qu'éprouve le comte lorsque sa femme le rejette lors de sa nuit de noces, dans le roman au contraire, le comte prend la chose avec philosophie et même un humour des plus mordants.
- L'origine du duel entre le comte et le chevalier de Germontaz n'est pas une insulte mais un violent baiser, volé à la jeune femme.
- Au Louvre, Angélique ne tombe pas dans les filets de monsieur, frère du roi au sortir de son entrevue avec le souverain, mais plus tard dans la soirée, alors qu'elle quitte le palais.
- La scène du viol au Louvre est très différente : De Vardes, dans le roman, profite certes de la faiblesse de la jeune femme qui vient d'échapper à une tentative d'assassinat, mais ne la frappe pas pour autant. Angélique nous est même montrée sous un jour ambigu, puisqu'elle n'est pas sans y prendre un certain plaisir (ce que le film passe sous silence).
- Angélique n'est pas chassée par sa sœur avec son enfant Florimond, mais seule.
- Dans la scène finale du film, Nicolas, devenu Calembredaine, tente de faire évader le comte de Peyrac sur le chemin menant en place de Grève, à la suite d'un pacte passé avec Angélique. Cet événement n'existe pas dans le roman et la rencontre entre la jeune femme et Calembredaine n'intervient que plus tard, dans le second tome du cycle.

## Suites d'Angélique
Le cycle comporte cinq films réalisés par Bernard Borderie et a été un énorme succès commercial lors de sa sortie, plusieurs dizaines de fois rediffusé à la télévision depuis la première diffusion télévisuelle.
- 1964 : Angélique, marquise des anges
- 1965 : Merveilleuse Angélique
- 1966 : Angélique et le Roy
- 1967 : Indomptable Angélique
- 1968 : Angélique et le Sultan

## Remake
En 2013 est réalisé un remake, Angélique d'Ariel Zeitoun avec Nora Arnezeder dans le rôle d'Angélique et Gérard Lanvin dans celui de Peyrac.